# Milenov
Milenov är en ort i Tjeckien.   Den ligger i regionen Olomouc, i den östra delen av landet, 240 km öster om huvudstaden Prag. Milenov ligger 275 meter över havet och antalet invånare är 378.
Terrängen runt Milenov är kuperad åt nordväst, men åt sydost är den platt. Runt Milenov är det ganska tätbefolkat, med 207 invånare per kvadratkilometer. Närmaste större samhälle är Hranice, 5,1 km öster om Milenov. Trakten runt Milenov består till största delen av jordbruksmark.